# UNO-City

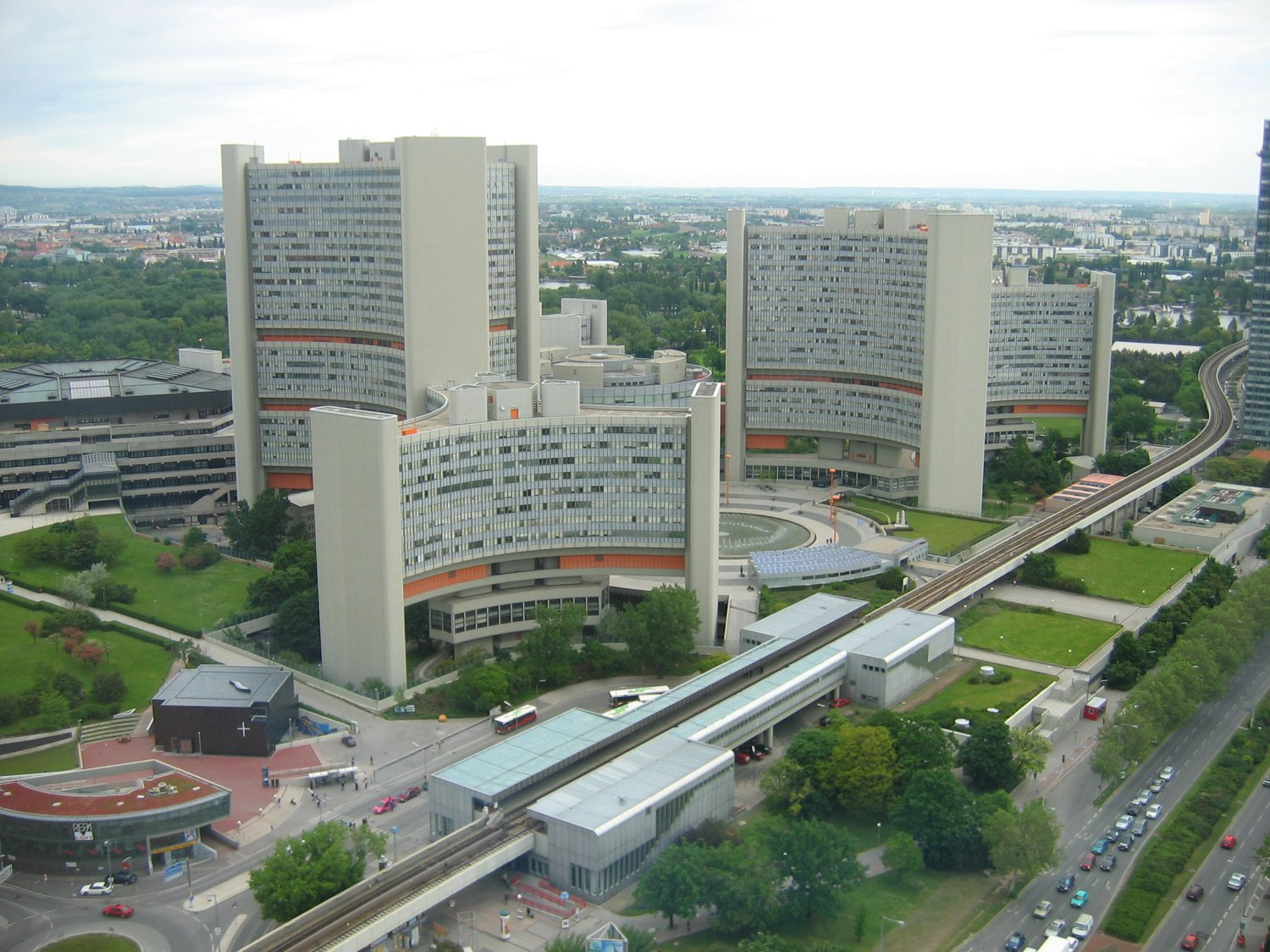
Vienna International Centre.

UNO-City (FN-staden), officiellt kallad Vienna International Centre, är centrum för ett av Förenta Nationernas fyra världshuvudkontor, beläget i Wien, Österrike, vid Wagrammerstrasse i Wiens 22:a distrikt, Donaustadt invid floden Donau och dess sidoförgrening Gamla Donau.
Wien har en historisk bakgrund som mötesplats för flera betydelsefulla internationella konferenser och toppmöten, inte minst under kalla krigets dagar. Man beslutade därför på 1970-talet att satsa på en vidare utveckling inom detta område, varför ett nytt kompletterande huvudkontor för FN invigdes där år 1980. Till detta ändamål utlystes en arkitekttävling för en egen stadsdel i utkanten av huvudstaden för detta ändamål, Vienna International Centre. Utvald arkitekt blev österrikaren Johann Staber, och byggnadskomplexet uppfördes åren 1973-1979 med invigning 23 augusti 1979. I centret arbetar sedan dess cirka 4 000 människor från 100 olika nationer. Bland de FN-organisationer som finns här märks IAEA. UNO-City är ett exterritorialt område.
Den 22 april 1987 invigdes granne med centret ett kompletterande utställnings- och kongresscenter, Austria Center Vienna, Österrikes största i sitt slag.  Detta område genomgick omfattande utveckling och tillbyggnader 2007. Ytterligare en kongressbyggnad för Vienna International Centre, ritad av Albert Wimmer, invigdes i april 2008 med plats för ca 3 000 personer.
Omkring millennieskiftet påbörjades också i anslutning till dessa centra byggandet av en ny stadsdel, Vienna Danube City eller Vienna DC, ett bilfritt område med fristående kontor, bostäder etc inklusive de båda skyskraporna Ares Tower och Andromeda Tower.